# Comissão Europeia
A Comissão Europeia é a instituição que é politicamente independente e que representa e defende os interesses da União Europeia (UE) na sua globalidade. Propõe legislação, política e programas de ação e é responsável por aplicar as decisões do Parlamento Europeu (PE) e o Conselho da União Europeia (CUE).
A Comissão Europeia materializa e defende o interesse geral da Comunidade Europeia. O presidente da Comissão é eleito pelo Parlamento Europeu, por proposta do Conselho Europeu. Os restantes comissários são escolhidos com base num sistema de rotação estabelecido por unanimidade pelo Conselho Europeu.
O termo "Comissão" faz referência aos membros da Comissão e aos Comissários designados pelos Estados membros e aprovados pelo Parlamento, mas entretanto também se refere à própria instituição e ao seu pessoal.

## Funcionamento

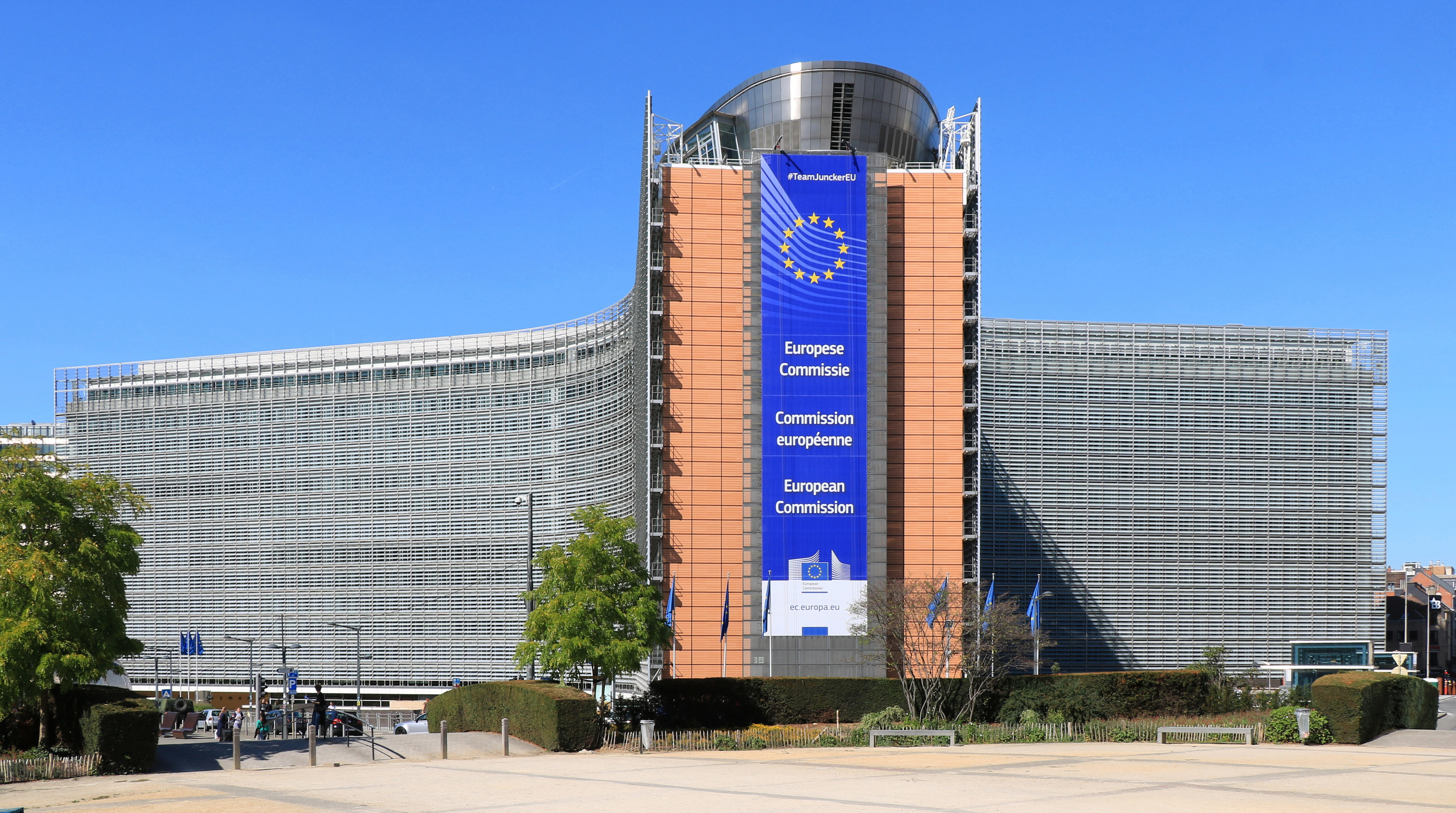
Sede da Comissão Europeia em Bruxelas (Edifício Berlaymont).

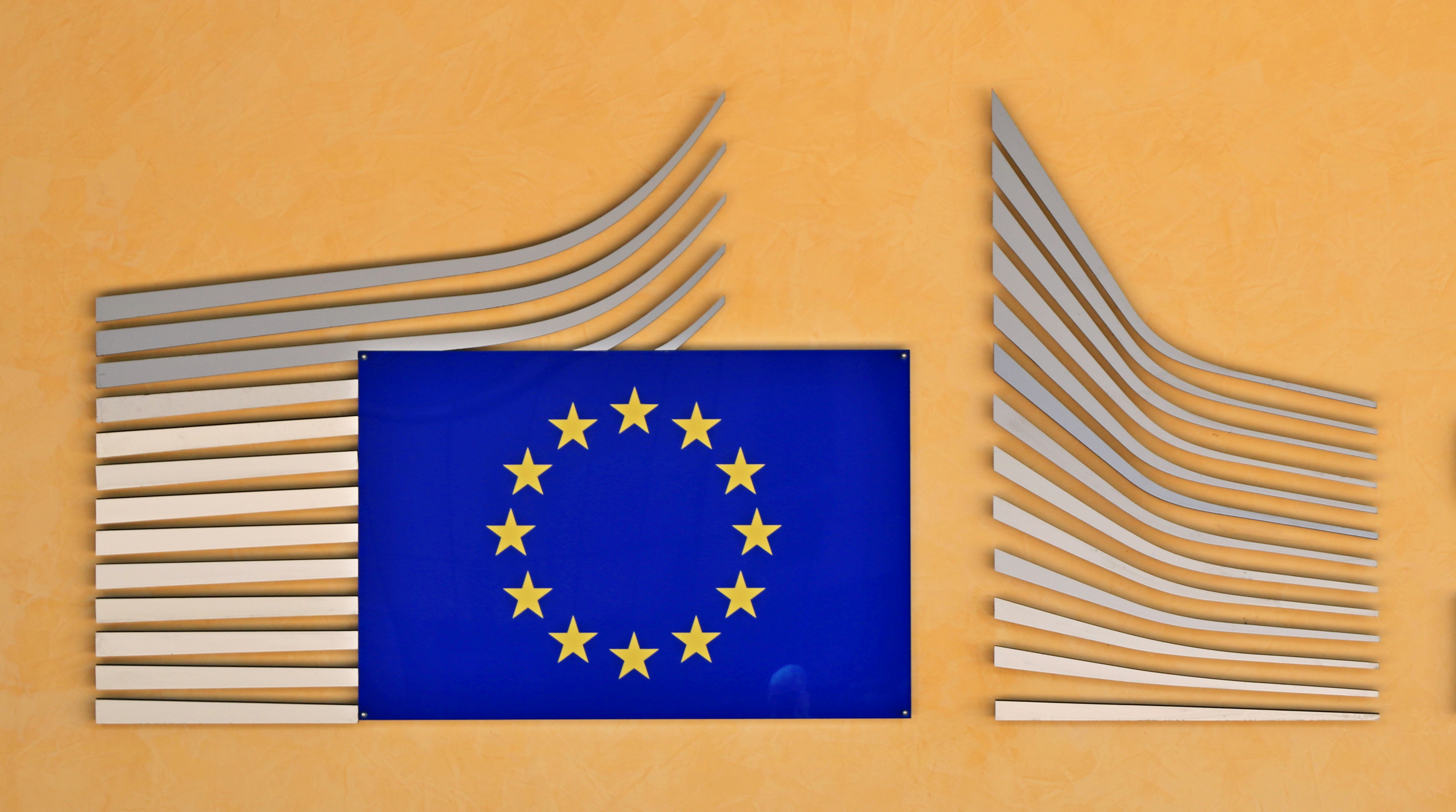
Logótipo da Comissão Europeia à entrada do Berlaymont (evocação estilizada do edifício).

A Comissão é o motor do sistema institucional comunitário. São diversas as suas principais funções:
- Propor legislação ao Parlamento e ao Conselho (segundo o direito de iniciativa legislativa).
- Gerir e aplicar as políticas da UE, assegurando a execução das normas emanadas do Conselho, ou do Conselho e do Parlamento Europeu (directivas, regulamentos, decisões), do orçamento e dos programas adoptados pelo Parlamento Europeu e pelo Conselho da União Europeia.
- Fazer cumprir a legislação Europeia, zelando pelo respeito do direito comunitário, juntamente com o Tribunal de Justiça
- Representar a União internacionalmente, negociando acordos internacionais, essencialmente em matéria comercial e de cooperação.
- Além de outras pequenas funções

A Comissão elabora propostas para as novas leis Europeias, que apresenta ao PE e ao CUE. A Comissão garante que as decisões da UE se apliquem correctamente e supervisiona o modo de utilização dos fundos da União. Também vigia o respeito pelos tratados europeus e o Direito comunitário.
- A Comissão foi criada para representar o interesse de todos os Estados-Membros da UE. Para manter os Tratados e defender o interesse geral, foi dado à Comissão o direito de mexer no processo legislativo.

A partir de 2004, o Comissariado é composto por 25 pessoas, assistidas por cerca de 24 mil funcionários. O Presidente é eleito pelos Governos dos Estados membros da UE e deve ser aprovado pelo Parlamento Europeu. Os demais membros são nomeados pelos governos dos Estados membros em consulta com o presidente nomeado e também devem ser aceites pelo Parlamento. A Comissão é nomeada por um período de cinco anos, mas pode em qualquer momento ser destituída pelo Parlamento.
Vigora o princípio de responsabilidade solidária entre os comissários e estes são aprovados pelo Parlamento em bloco; não obstante, compete ao Presidente da Comissão distribuir as áreas de responsabilidade política entre os Comissários e pode, se contar com a aprovação da Comissão, exigir também a demissão de um Comissário.
As competências da Comissão, e especialmente do seu presidente, seriam substancialmente fortalecidas caso tivesse sido aprovado o Tratado da Constituição Europeia.
A maioria dos funcionários, mas não a totalidade, trabalha em Bruxelas, particularmente na sede situada no Edifício Berlaymont.
Grande parte do impulso político a favor da União Europeia foi dado pelos Presidentes da Comissão. Examinar o perfil e as iniciativas das pessoas que já ocuparam este cargo é uma indicação do estado em que se encontra a União.

## Selo Europeu Para as Línguas
Em 1999 a Comissão Europeia instituiu o European Language Label um prémio que distingue os projectos mais inovadores na área da aprendizagem de línguas de cada país participante no projecto. É coordenado pela Comissão Europeia, mas gerido pelos próprios Estados-Membros, com júris nacionais a decidir face a critérios especificados. Em 2012, em Portugal, o prémio foi atribuído a 2 projectos: à escola de Vila Verde pelo seu projecto audio-visual e de criação de um livro "Six teen stories", e à Associação Fazer Avançar pelo seu projecto SPEAK, um projecto de partilha cultural e linguística criado em Leiria.

## História
A Comissão Europeia é fruto da unificação da Alta Autoridade da CECA, da Comissão da CEE e da Comissão do Euratom, ao entrar em vigor em 1 de julho de 1967 o Tratado de Bruxelas de 8 de abril de 1965, de unificação dos executivos comunitários.
A lista que se segue mostra os presidentes da Comissão Europeia:
- Walter Hallstein (1958-1967)
- Jean Rey (1967-1970)
- Franco Maria Malfatti (1970-1972)
- Sicco Mansholt (1972-1973)
- François-Xavier Ortoli (1973-1977)
- Roy Jenkins (1977-1981)
- Gaston Thorn (1981-1985)
- Jacques Delors (1985-1995)
- Jacques Santer (1995-1999)
- Romano Prodi (1999-2004)
- José Manuel Durão Barroso (2004-2014)
- Jean-Claude Juncker (2014-2019)
- Ursula von der Leyen (2019-)

Até 1 de maio de 2004 havia 20 comissários, dois de cada um dos Estados membros com mais habitantes (Alemanha, França, Itália, Reino Unido, Espanha) e um dos restantes, mas após a ampliação da União Europeia que se oficializou nesse dia, o número de comissários passou a ser 30.
A partir de 22 de novembro de 2004, data em que tomou posse a Comissão 2004-2009 (Comissão Barroso), o número passou a ser de apenas 27 comissários, um por país.

### Cronologia
| Assinado Em vigor Documento                            | 1951 1952 Tratado de Paris                          | 1957 1958 Tratados de Roma         | 1965 1967 Tratado de Fusão | 2007 2009 Tratado de Lisboa |
|                                                        |                                                     |                                    |                            |                             |
|                                                        |                                                     |                                    |                            |                             |
|                                                        | Comissão das Comunidade Europeia da Energia Atómica | Comissão das Comunidades Europeias | Comissão Europeia          |                             |
| Alta Autoridade da Comunidade Europeia do Carvăo e Aço |                                                     | Comissão das Comunidades Europeias | Comissão Europeia          |                             |
|                                                        | Comissão das Comunidade Económica Europeia          | Comissão das Comunidades Europeias | Comissão Europeia          |                             |
|                                                        |                                                     |                                    | v d e                      |                             |

### A "Comissão Barroso"
O português José Manuel Durão Barroso foi designado como presidente da Comissão Europeia, pelo Conselho da União.
A sua participação como anfitrião na "cimeira das Lajes", que formalizou a invasão do Iraque de 2003, foi o principal ponto de divisão nas negociações que levaram à sua nomeação.
Na eleição de Durão Barroso para presidir à Comissão Europeia não somente foi ponderada a sua pertença ao dominante Partido Popular Europeu, mas também as suas boas relações com os Estados Unidos da América, numa altura em que a UE tenta retomar a excelência das relações com esse país.
2004
- 29 de junho: O Conselho da União Europeia designa Durão Barroso como seu candidato "à presidência da Comissão Europeia para o período de 1 de novembro de 2004 a 31 de outubro de 2009".
- 22 de julho: O Parlamento Europeu ratifica a nomeação do novo presidente.
- 27 de outubro: O presidente designado retirou a equipa de candidatos a comissários do voto de investidura do Parlamento Europeu devido às críticas da câmara a vários membros, especialmente ao designado por Itália.
- 29 de outubro: Durão Barroso assiste à assinatura do Tratado pelo qual se estabelece uma Constituição para a Europa.
- 22 de novembro: Com três semanas de atraso, a nova Comissão iniciou funções logo que o Parlamento Europeu aceitou a modificação realizada por Durão Barroso na equipa de comissários.
- 14 de dezembro: Durão Barroso apresentou no P.E. as orientações políticas e estratégicas do Executivo para o quinquénio. Desenvolvimento económico, luta contra o terrorismo e defesa dos valores europeus são as prioridades.

2005
- 6 de janeiro: Durão afirmou na Cimeira de Jacarta que a ajuda dos 25 países da UE para os países afectados pelo Terramoto do Oceano Índico de 2004 será de 1.500 milhões de euros. Anunciou ainda "um pacote adicional de até 450 milhões de euros em ajuda humanitária e para a reconstrução". O número não inclui as doações provenientes de cidadãos e empresas da UE.
- 25 de abril: Simeon Sachsen-Coburg Gotha, primeiro-ministro da Bulgária, e Traian Basescu, primeiro-ministro da Roménia, assinam, perante o presidente da Comissão, o Tratado para a Adesão dos respectivos países à UE.
- 10 de maio: Durão e o presidente russo Vladimir Putin subscrevem em Moscovo um plano que contempla "Quatro espaços comuns" entre a UE e a Rússia.
- Setembro: Celebrou-se em Pequim a oitava cimeira anual entre a China e a UE.

2006
- 17 de julho: Durão assiste à cimeira do G-8 em São Petersburgo.